# Nicolas Bouchard
Pour les articles homonymes, voir Bouchard.
Ne doit pas être confondu avec Nicolas Bouchart.
Nicolas Bouchard est un écrivain français né en 1962, auteur de romans de littérature populaire. Il est le petit-fils de l'écrivain français Marc Michon.

## Biographie
Nicolas Bouchard publie en 1997 son premier roman de science-fiction, Terminus Fomalhaut, qui le fait connaître du public. Il publie ensuite cinq autres livres, qui mêlent science-fiction et policier. En 2000, il change de style et se lance dans la fantasy.
Actuellement, Nicolas Bouchard travaille dans le secteur bancaire parallèlement à son activité d'écrivain.
Il a abordé de nombreux thèmes allant de la science-fiction, au roman historique, en passant par la fantasy, le polar Historique et plus récemment la littérature jeunesse. Il a remporté le Prix des Incorruptibles 2003-2004 pour son roman policier : La Ville noire (2001).

## Œuvre

### Romans de science-fiction

#### Astronef aux enchères
- Publications :
  - Fleuve noir, collection SF Space no 65, 1999
  - Éditions Lokomodo, 2013
  - Inana Éditions Lokomodo, 2016
- Liens externes : 
  - Fiche sur isfdb
  - « Astronef aux enchères » sur le site NooSFere
- Bibliographie : commentaire d’Éric Vial dans Galaxies no 13, 1999[1]
- Résumé : Orpheline, célibataire, très compétente et honnête dans son métier, Rachel Farhner est un huissier de justice qui exerce sur la station spatiale Goldschmidt. On est en 2280 et la station spatiale, avec neuf autres orbitales de la ceinture d'astéroïdes entre Mars et Jupiter, a acquis une très large autonomie depuis 2243. Le récit commence par un constat d'adultère que Rachel doit réaliser, mais c'est un échec car la femme adultère avait des relations avec un androïde (les androïdes sont surnommés « andros »). Plus tard, elle a un rendez-vous avec Pailhès, un terrien qui lui demande de procéder à la saisie conservatoire puis à la vente judiciaire (d'où le titre du roman) d'un astronef, le Metellus Cimber. Rachel procède aux nombreuses opérations légales qui concernent la saisie d'un vaisseau spatial. Revenant voir son client du domicile de ce dernier, elle le découvre mort : il a été assassiné de manière horrible. L'enquête commence immédiatement et le haut-juge Avila Dalmasso se charge de l'enquête. Il ordonne la mise sous scellés du vaisseau pour une durée indéterminée, ce qui empêche Rachel de vendre le vaisseau et de percevoir ses émoluments légaux qui devaient être très élevés. Elle engage un recours contre la décision de Dalmasso et le porte devant le juge des saisies. Celui-ci lui ayant donné raison et ayant levé la mise sous scellés, Rachel recherche un pilote de vaisseau (chose banale) mais personne ne se présente, Dalmasso ayant menacé tout candidat. Seul un aventurier, ancien proxénète, Ulrich Rubin, se présente pour le job. Faute d'autre candidat, Rachel l’embauche. Ils se présentent au dock dans lequel le vaisseau est stationné, mais font l'objet d'une tentative de meurtre par des malfrats. Puis la police souhaite les arrêter sur ordre de Dalmasso : Rachel est accusée du meurtre de Pailhès. Rachel et Rubin prennent la fuite à bord du Metellus Cimber et vont se cacher sur la surface d'un astéroïde. Or cet astéroïde est le lieu d'une base secrète dans laquelle des idéologues « Octobriens », dirigés par Cusimberche, sont en train de construire une armée de clones dans l'optique de prendre le contrôle de l'orbitale Goldschmidt. Livrée à Cusimberche par Rubin qu'on découvre être un complice des Octobriens, Rachel est arrêtée et risque d'être transformée en androïde d'esclavage sexuel. Elle parvient à donner le change et est rapatriée sur Goldschmidt par les comploteurs, qui la croient avoir été décérébrée. Arrivée sur l'orbitale, Rachel va mettre tout en œuvre pour faire échouer le coup d'État. Elle commence par reprendre des forces au domicile de sa tante, puis se rend chez Dalmasso, qui s'avère être l'un des chefs des conjurés…

#### Autres romans
- Terminus Fomalhaut (Encrage 1997).
- Colonies parallèles (Encrage 1999).
- Le Réveil d’Ymir (Éditions Mnémos 2001).
- L’Ombre des cataphractes (Fleuve noir 2001).
- L'Étoile flamboyante (Éditions Mnémos 2009).
- Le Repaire de Wotan (Inana Editions 2016)
- Le Temple du Milieu (Rivière Blanche 2021).

### Roman de fantasy
- L'Empire de poussière, tome 1 (Éditions Mnémos 2002),
- L'Empire de poussière, tome 2 (Éditions Mnémos 2003),
- L'Empire de poussière, tome 3 (Éditions Mnémos 2004),
- Les Enfants de Dana (Éditions Mnémos 2008),
- Panopticon (Éditions Mnémos 2013)
- Etherna tome 1: La Terre et l'Air (Rebelles Editions 2017)
- Éclaircir les ténèbres, la Compagnie Descartes, tome 1 (Snag Editions 2018). Personnage récurrent: René Descartes.
- Etherna tome 2: L'eau et le feu (Rebelles Editions 2018)

### Romans policiers historiques
- La Ville noire (Flammarion 2001, prix des Incorruptibles 2004), personnage récurrent : Augustine Lourdeix,
- Mon ombre s’étend sur vous (Flammarion 2003 ), personnage récurrent : Augustine Lourdeix,
- Et le ciel s’embrasera (Flammarion 2004), Personnage récurrent : Augustine Lourdeix,
- L’Hymne des démons (Flammarion 2005),
- La Cité renversée (Les trois Rives 2006),
- Tarpéia, Les Venins de Rome (Flammarion 2008).
- Cinq couleurs assassines, Portraits de Léonard Limosin, Récits Fantastiques (Les Ardents Éditeurs 2009),
- La Sibylle de la révolution (Belfond 2009). Personnage récurrent : Marie-Adelaïde Lenormand.
- Le Traité des supplices (Belfond 2011). Personnage récurrent : Marie-Adelaïde Lenormand.
- La Sybille et le Marquis (Belfond 2012). Personnage récurrent : Marie-Adelaïde Lenormand.
- Les Monts du Renouveau (Gestes Editions 2016), Personnage récurrent : Augustine Lourdeix,

### Thriller contemporain
- Ceux qui règnent dans l'ombre (Lokomodo - Asgard 2012)

### Romans historiques
- Aziza et la Malédiction (Belfond 2006)
- Le Lac des Esprits (France Loisirs 2021).
- Florimond, Seigneur Rebelle (La Geste 2022).

### Littérature d'enfance et de jeunesse
- Le Cercle des Myosotis (Mango, collection Royaume perdus 2007)
- Les Disparus de la source (Mango, collection Chambres Noires 2009). Personnage récurrent : Augustine Lourdeix.

### Nouvelles
Nicolas Bouchard a également publié quelques nouvelles dans les revues Bifrost (Escapade Théologique), Galaxies (Une note de Jurisprudence) et SF Mag (Le canon à étoiles). Son roman La Cité du Crâne a été publié par épisodes par la revue Leberon en 2016.